# Nephila fenestrata
Nephila fenestrata — вид павуків із родини Павуків-шовкопрядів. 

## Поширення
Вид широко поширений в Африці у країнах, що знаходиться на південь від пустелі Сахара.